# Colchicum haynaldii
Colchicum haynaldii är en tidlöseväxtart som beskrevs av János Johann A. Heuffel. Colchicum haynaldii ingår i släktet tidlösor, och familjen tidlöseväxter. Inga underarter finns listade i Catalogue of Life.